# ع غ تتفرس
ع غ تتفرّس، مجموعة مقالات من مؤلفات الشاعرة والكاتبة العربية السورية غادة السمان، صدرت في عام 1980، عن منشورات غادة السمان في بيروت، لبنان.